# 부림동 (과천시)
부림동(富林洞)은 대한민국 경기도 과천시의 동이다.

## 개요
조선시대에는 과천군 문내면 지역이었다. 1914년 시흥군 과천면 관문리·막계리로 행정구역이 바뀌었고, 1982년 경기도 관문리 일부와 문원리 일부를 합쳐 ‘부림동’이라고 하였다.
관악산, 청계산, 우면산 등 천혜의 자연과 서울대공원, 경마장, 국립현대미술관, 서울랜드 등 문화여가 시설, 그리고 체육 시설인 관문체육공원과 바로 이웃하고 있어서 자연환경, 문화환경, 체육환경을 고루 갖춘 마을이다.,

## 법정동
- 부림동

## 교육
- 관문초등학교

## 교통
- 수도권 전철 4호선 과천역

## 주요 기관
- 과천농업협동조합